# Gerhard Brenner
Gerhard Brenner (29 de agosto de 1918 – 29 de junho de 1942) foi um oficial alemão que serviu durante a Segunda Guerra Mundial. 
Foi condecorado com a Cruz de Cavaleiro da Cruz de Ferro.

## Carreira

### Patentes
Leutnant d.R.

### Condecorações
| Cruz de Ferro 2ª Classe                               |
| Cruz de Ferro 1ª Classe                               |
| Cruz de Cavaleiro da Cruz de Ferro 5 de julho de 1941 |